# اریک مونترس
اریک مونترس (انگلیسی: Eric Montross; ۲۳ سپتامبر ۱۹۷۱ – ۱۷ دسامبر ۲۰۲۳) بازیکن بسکتبال اهل ایالات متحده آمریکا بود. وی در طول دوران فعالیت حرفه‌ای به عنوان بازیکن بسکتبال در باشگاه‌های تورنتو رپترز، دالاس ماوریکس، فیلادلفیا سونتی‌سیکسرز، بوستون سلتیکس، و دیترویت پیستونز بازی کرد.
مونترس در مسابقات کشوری و بین‌المللی در مجموع برندهٔ ۱ مدال برنز شد.

## مرگ
خانواده مونترس در اواخر مارس ۲۰۲۳در بیانیه‌ای گفتند که مونترس اخیراً به سرطان مبتلا شده است و در مرکز جامع سرطان در دانشگاه کارولینای شمالی در چپل هیل تحت درمان قرار گرفته است. او  در ۱۷دسامبر ۲۰۲۳ در سن ۵۲ سالگی درگذشت.